# Pierre Leccia
 (juillet 2023).
Si vous disposez d'ouvrages ou d'articles de référence ou si vous connaissez des sites web de qualité traitant du thème abordé ici, merci de compléter l'article en donnant les références utiles à sa vérifiabilité et en les liant à la section « Notes et références ».
Pierre Leccia, né à Serra di Scopamène (Corse) en 1962,, est un scénariste, acteur et réalisateur français.

## Biographie
Pierre Leccia est d'origine corse, il naît à Serra di Scopamène, puis habite Conca. Il va au collège de Porto-Vecchio puis au lycée de Montesoro de Bastia avant de poursuivre ses études à l'Université de Nice. C'est en 1985 qu'il monte à Paris pour travailler en tant que scénariste. Il écrit essentiellement pour la télévision, notamment pour la série Mafiosa pour laquelle il participe au scénario dès la saison 2 et a réalise les saisons 4 et 5.

## Filmographie

### Réalisateur
- 2012 : Mafiosa, saison 4
- 2014 : Mafiosa, saison 5
- 2024 : Plaine orientale

### Acteur

#### Télévision
- 2012 : Mafiosa, Saison 4 : Grimaldi
- 2010 : Mafiosa, Saison 3, Episodes 1 : Grimaldi

#### Cinéma
- 2009 : Un prophète de Jacques Audiard : Sampierro, l'avocat de Luciani
- 2013 : Une Histoire d'amour d'Hélène Fillières : Policier aéroport

### Scénariste

#### Télévision
- 2002 : Louis la Brocante, saison 5, épisode 4
- 2005 : Louis la Brocante, saison 8, épisode 2
- 2006 : Louis la Brocante, saison 9
- 2007 : Chez Maupassant, saison 1, épisode 5
- 2007 : Louis la Brocante, saison 10, épisodes 3 et 4
- 2008 : Mafiosa, saison 2
- 2008 : Chez Maupassant, saison 2, épisode 3
- 2008 : Le Malade imaginaire
- 2008 : Adresse Inconnue, saison 1, épisodes : 1, 2, 5 et 6
- 2009 : Louis la Brocante, saison 11, épisode 2
- 2009 : Le Bourgeois gentilhomme
- 2009 : Au siècle de Maupassant : Contes et nouvelles du XIXe siècle, saison 1, épisodes 4 et 8
- 2009 : Adresse Inconnue, saison 2, épisode 2
- 2010 : Au siècle de Maupassant : Contes et nouvelles du XIXe siècle, saison 2, épisode 4
- 2012 : Mafiosa, saison 4
- 2014 : Mafiosa, saison 5
- 2018 : Guyane, saison 2

#### Cinéma
- 2004 : La Demoiselle d'honneur